# Corythoichthys intestinalis
Syngnathe gribouillé
Espèce
Corythoichthys intestinalis, communément nommé Syngnathe gribouillé, est une espèce de poissons marins de la famille des Syngnathidae.
Le Syngnathe gribouillé est présent dans les eaux tropicales de la zone centrale de la région Indo-Pacifique.
Sa taille maximale est de 16 cm .